# غورد ناش
غورد نـاش هو لاعب اللاكروس كندي، ولد في 17 يناير 1978 في أجاكس في كندا.